# 木古內車站
41°40′39″N 140°26′02″E / 41.677584°N 140.433946°E
木古內站（日语：〔〕／ Kikonai eki */?）是位於北海道上磯郡木古内町的鐵路車站，由北海道旅客鐵道（JR北海道）及道南漁火鐵道共同營運。其中JR北海道管理新幹線車站範圍，道南漁火鐵道則接管原JR北海道江差線的在來線月台及周邊設施。本站目前為北海道最南端的車站，並設有站員駐場，其中JR北海道為全日站員駐守，道南漁火鐵道則由日間站員駐守。站名來自所在地名，源自阿伊努語的「rir-o-nay」（潮水流入的河川）。
過去此站在JR北海道營運海峽線時為特急列車「白鳥、超級白鳥」的停車站，同時也曾經是松前線的終點站與急行列車「松前」的停車站，但現在均已不再運作。又隨著海峽線上的知內、吉岡海底及龍飛海底等站廢站，由本站至本州奧津輕今別站之間長達74.8公里的路段間不再設有任何車站，因而取代東海道新幹線米原至京都間路段，成為目前日本不分類別的鐵路路線中，鄰站間站距最長的路段。
北海道新幹線的木古內車站僅停靠上下行各8班列車，在所有新幹線車站中僅比相鄰的奧津輕今別多1個往返，與東北新幹線的岩手沼宮內車站並列第二少。

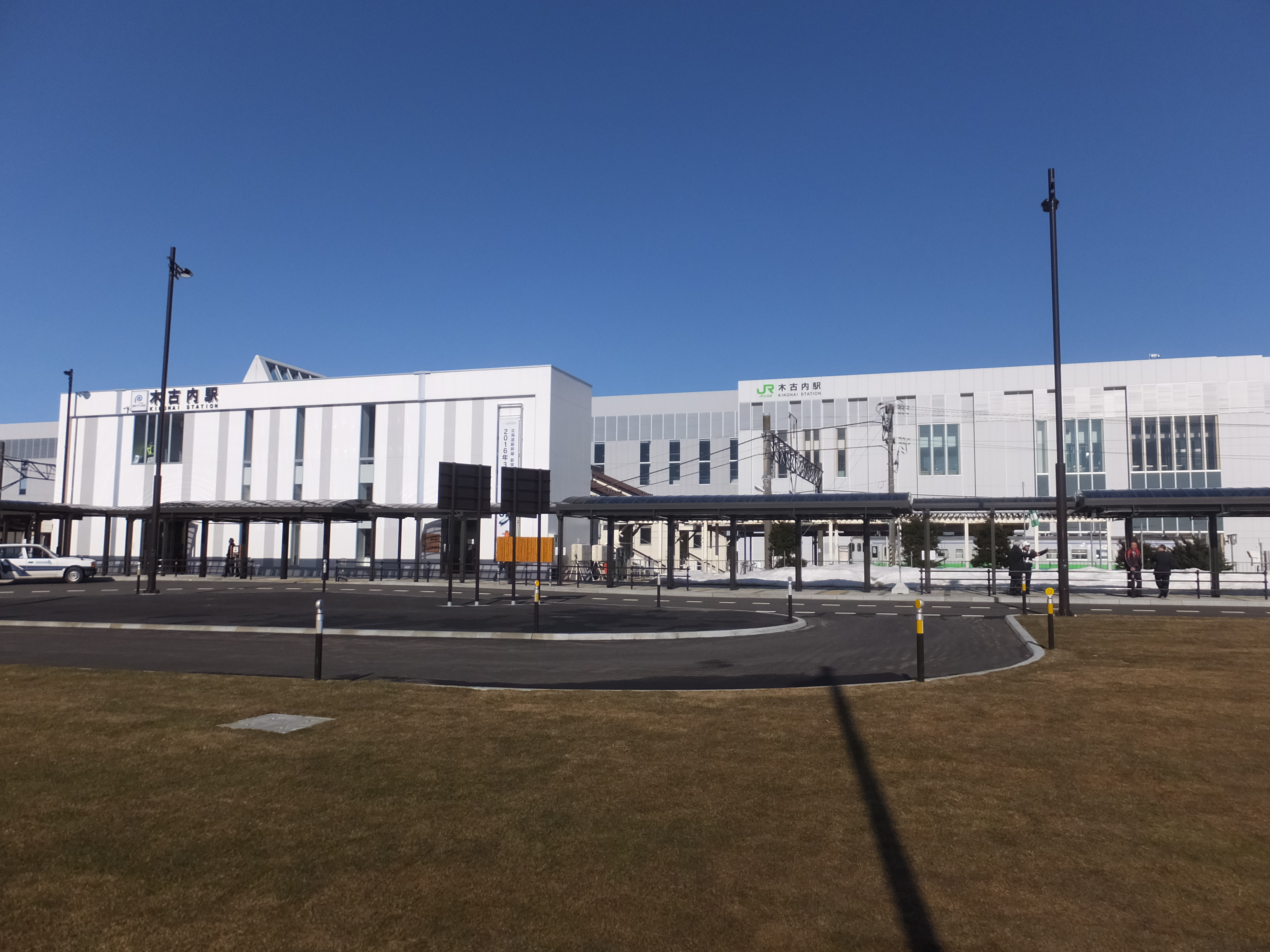
南口(2016年3月)

## 車站構造

### 新幹線（JR北海道）
本站為2層高的站房，地下為車站大堂，2樓則為候車月台。站內設有側式月台2個，另外中央位置另設有通過線1條，為2面3線的配置，與奧津輕今別站的設計相同，有效長度為10輛。
| 番線 | 方向         | 路線 | 行先                   |
| ---- | ------------ | ---- | ---------------------- |
| 11   | 北海道新幹線 | 上行 | 新青森、盛岡、東京方向 |
| 12   | 北海道新幹線 | 下行 | 新函館北斗方向         |

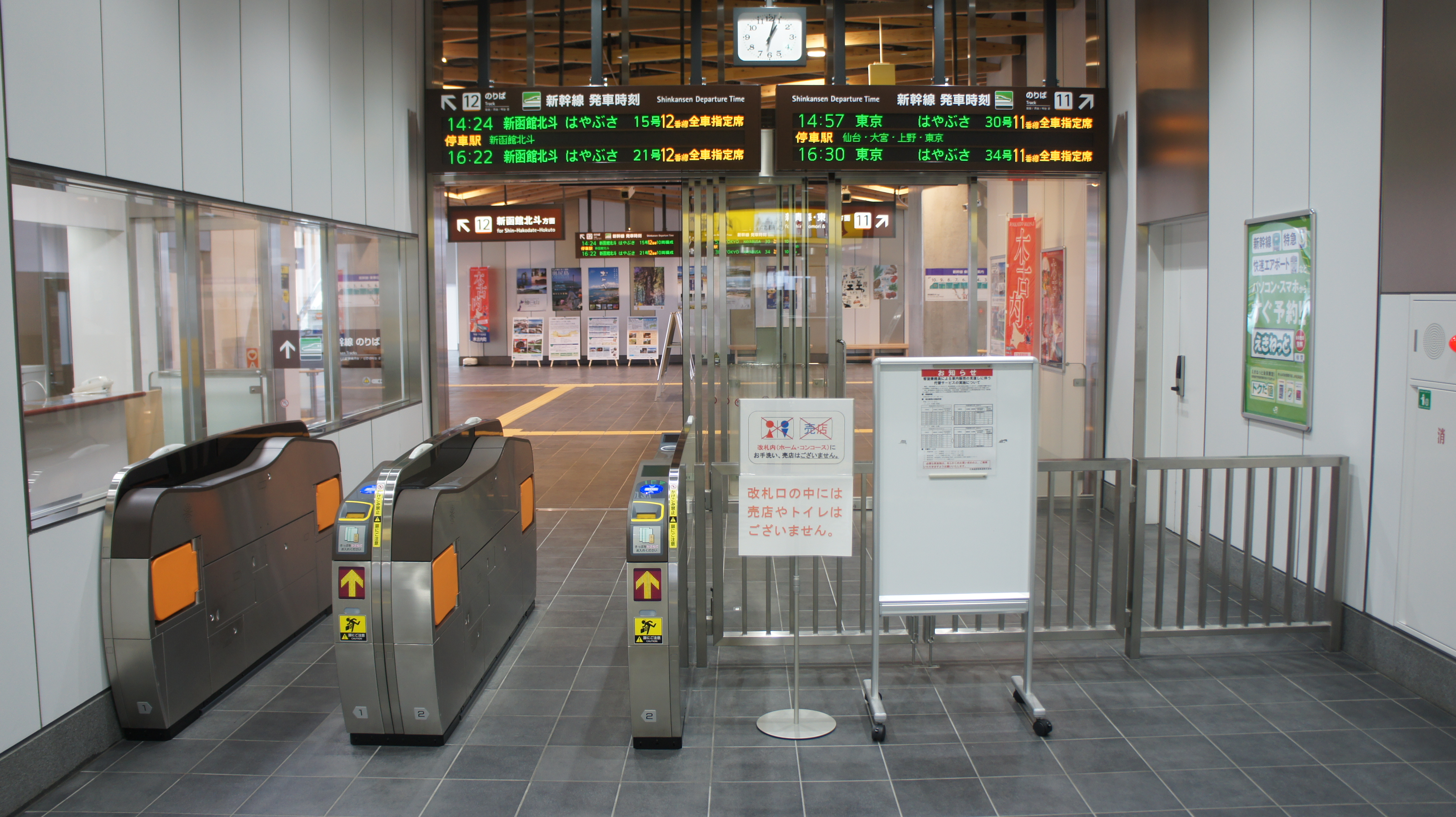
新幹線檢票口（2018年4月）
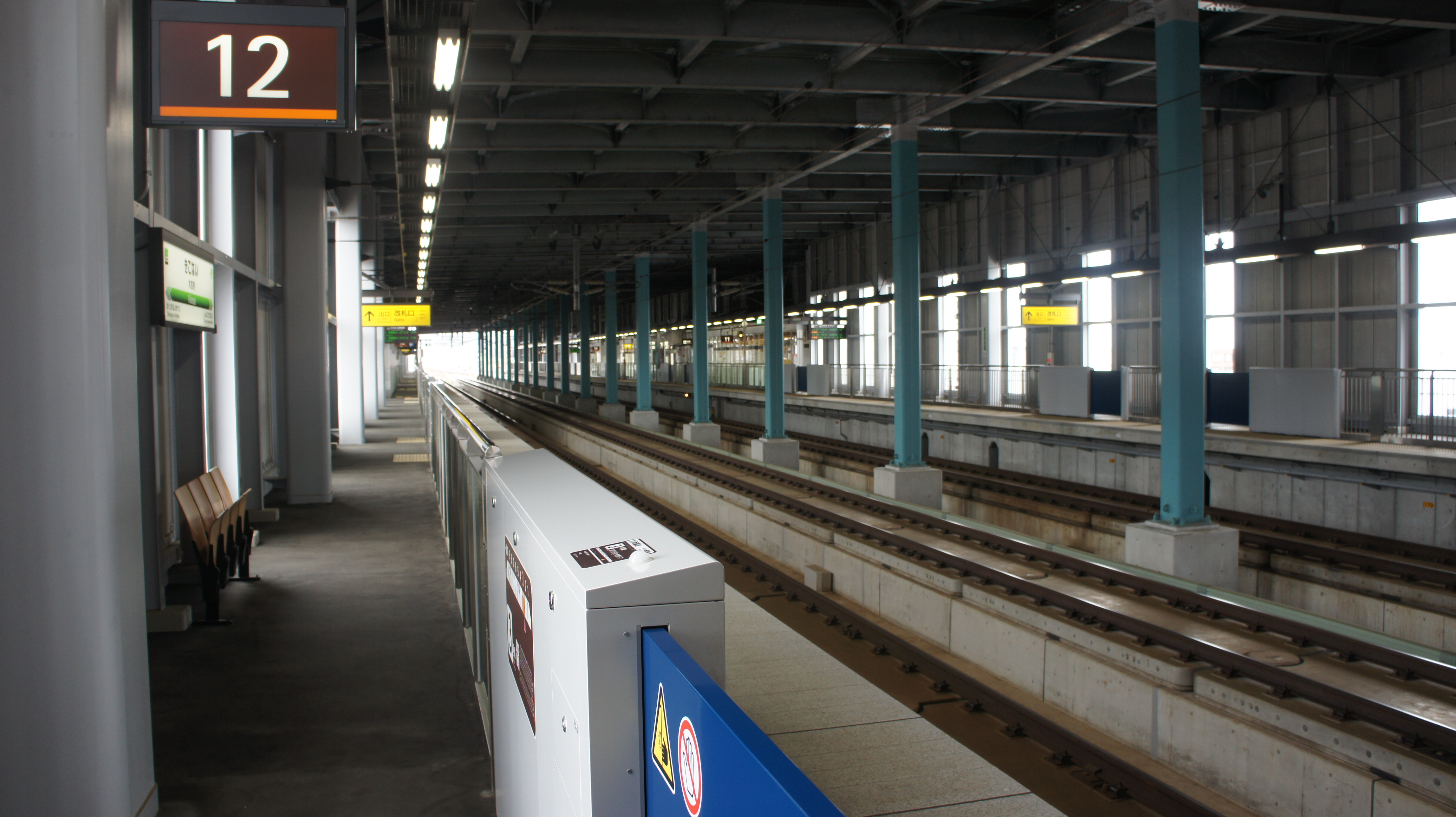
新幹線月台（2018年4月）

### 在來線（道南漁火鐵道）
本站為設有跨站式站房的地面車站，但售票大堂則設於行人天橋上。站内設有側式月台1個、島式月台2個，合共3面5線的配置。其中側式月台為1號月台，最近新幹線站舍的島式月台為4號與5號月台。

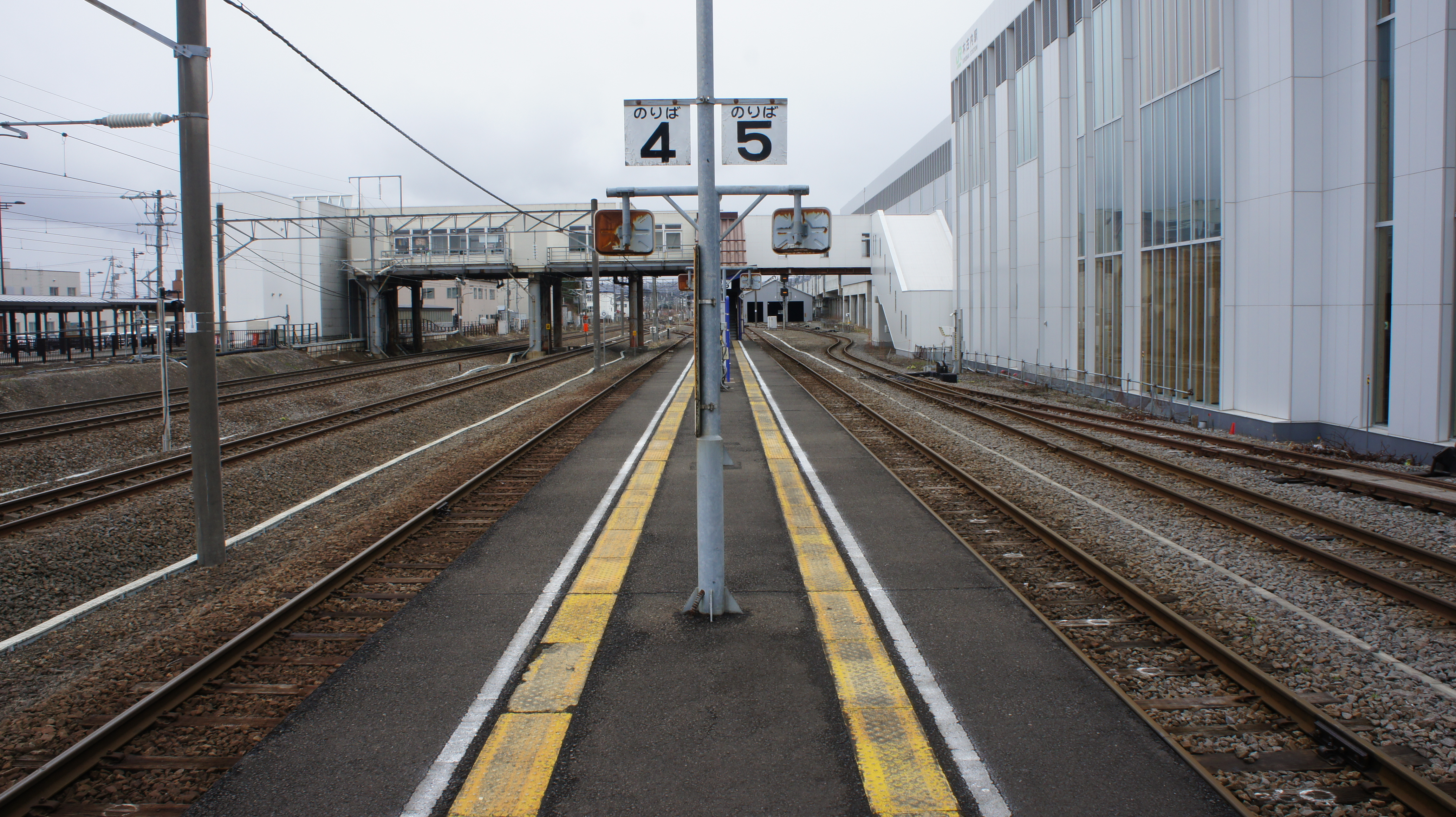
4號與5號月台(2018年4月)

| 月台 | 路線            | 方向     | 類別     | 目的地                                  |
| ---- | --------------- | -------- | -------- | --------------------------------------- |
| 1    | ■海峽線         | （上行） | （貨物） | 青森方向。2016年3月26日以後不處理客運。 |
| 2    | ■海峽線         | （下行） | （貨物） | 函館方向。2016年3月26日以後不處理客運。 |
| 3    | ■海峽線         |          | （貨物） | （待避線）                              |
| 4、5 | ■道南漁火鐵道線 | （下行） | 普通     | 函館方向（此站始發）                    |

## 車站週邊
木古内町的中心站。
- 北海道道383號木古内停車場線
- 北海道道605號中野木古内停車場線
- 國道228號
- 木古内町政廳
- 木古内警署
- 木古内郵局（日本郵便函館分店木古内配送中心）
- 函館信用金庫木古内分店
- 北海道銀行木古内分店
- 新函館農業協同組合（JA新函館）木古内分店
- 上磯郡漁業協同組合木古内分所
- 木古内港
- 北海道木古内高等學校
- 函館巴士「木古内站前」巴士站：為松前線停運後替代的巴士服務。

## 历史
- 1930年（昭和5年）10月25日 - 日本國有鐵道江差線開業，本站也開始營業。為江差線終點站。
- 1935年（昭和10年）12月10日 - 江差線本駅至湯之岱開業，本站成為中途站。
- 1937年（昭和12年）3月10日 - 設置函館機關區木古内支區。
- 1937年（昭和12年）10月12日 - 松前線本站至碁盤坂（後來改名為千軒）開業。
- 1961年（昭和36年）8月1日 - 函館機關區木古内支區停止。
- 1982年（昭和57年）11月15日 - 貨物起卸服務停止。
- 1985年（昭和60年）3月14日 - 行李起卸服務停止。
- 1987年（昭和62年）3月16日 - 車站改建，建設跨站式站房。
- 1987年（昭和62年）4月1日 - 因國鐵分割民營化，本站成為北海道旅客鐵道的車站。
- 1988年（昭和63年）2月1日 - 松前線停運。
- 1988年（昭和63年）3月13日 - 海峽線開始營業。
- 2014年（平成26年）5月12日 - 江差線本站至江差停運。
- 2016年（平成26年）3月26日 - 北海道新幹線開通，新幹線站房啟用，在來線江差線交由道南漁火鐵道營運，改名為道南漁火鐵道線。

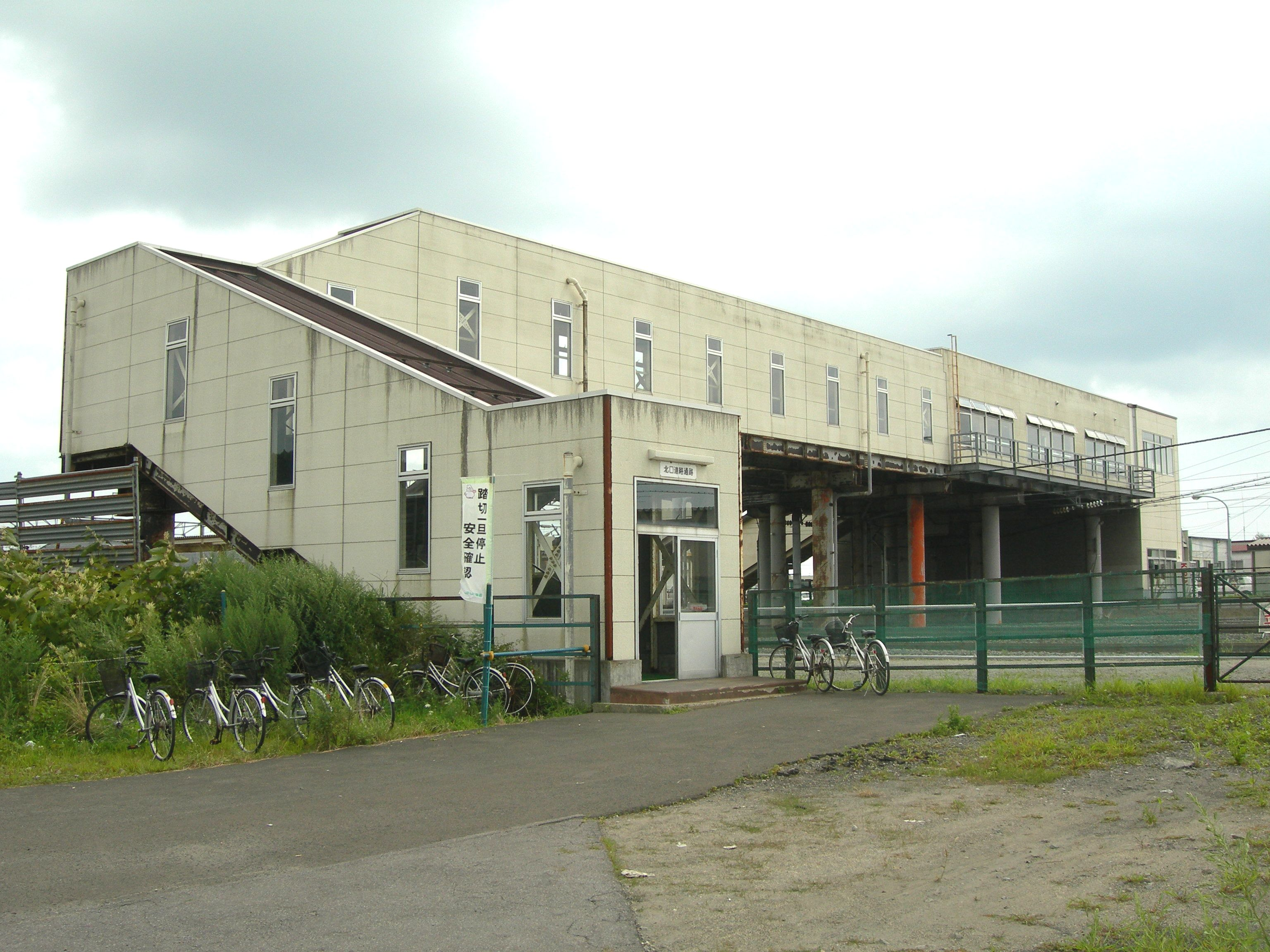
車站北口（2011年）
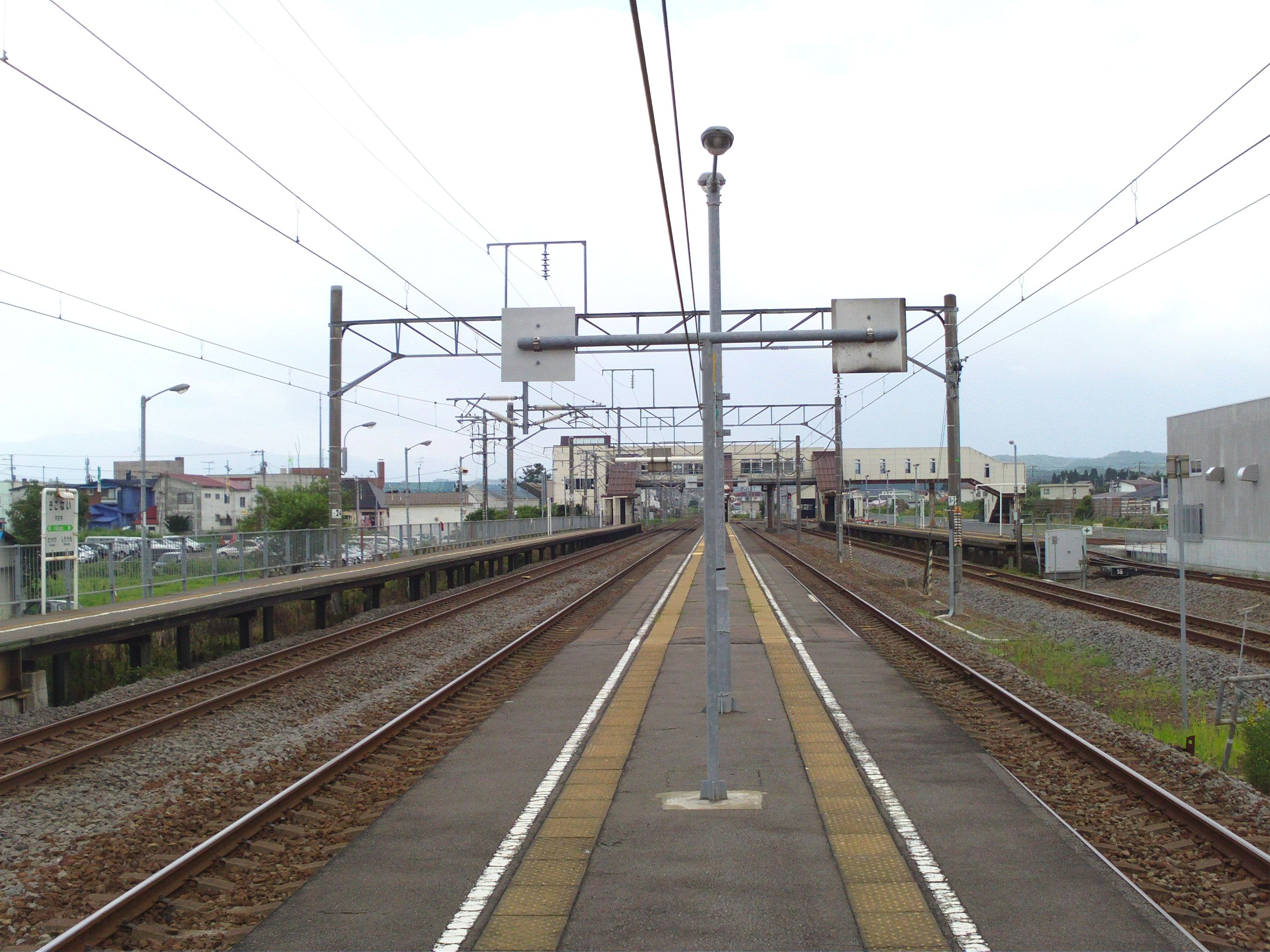
月台（2011年）
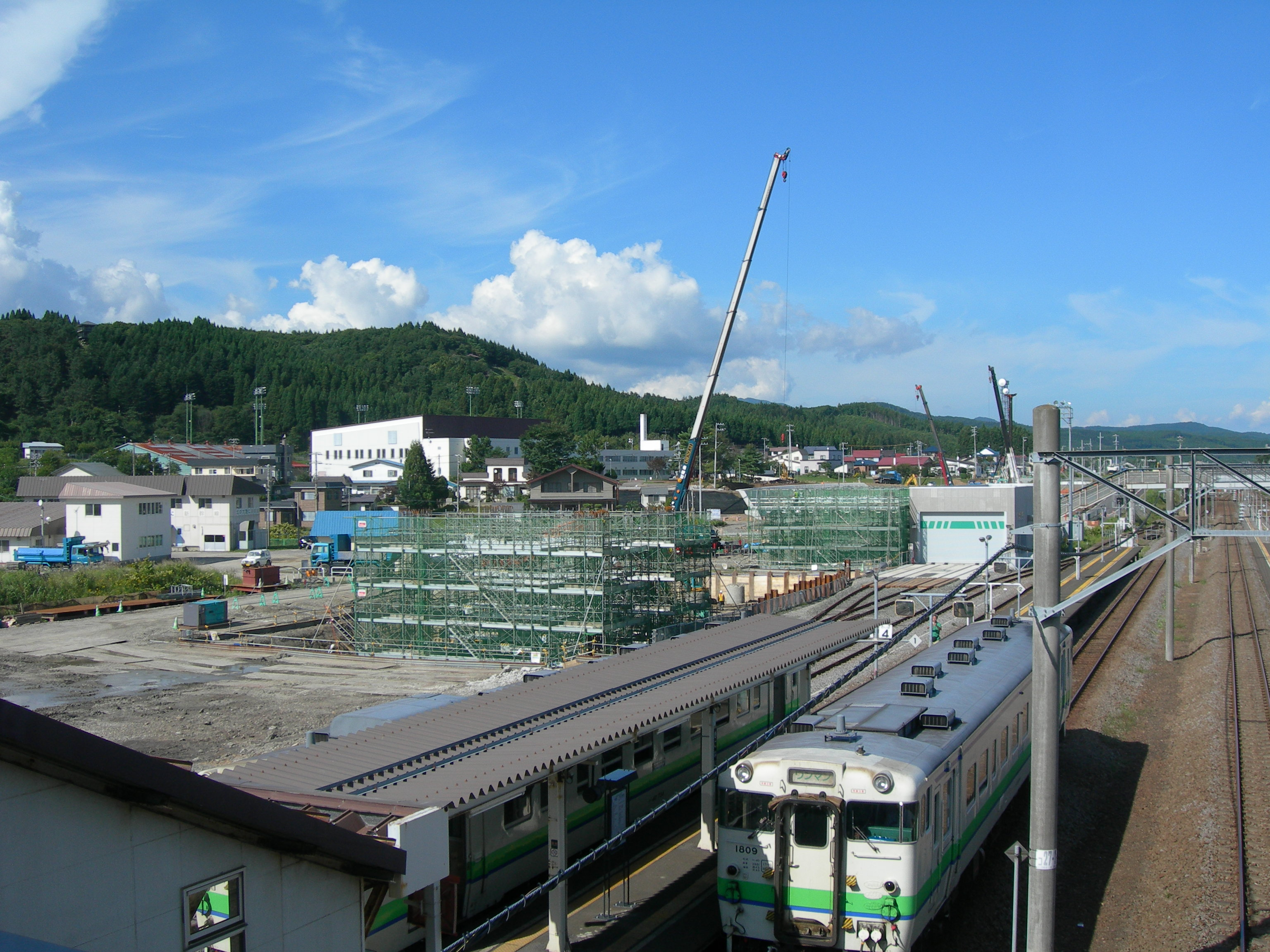
站内正在施工中的新幹線相關設施（2011年）
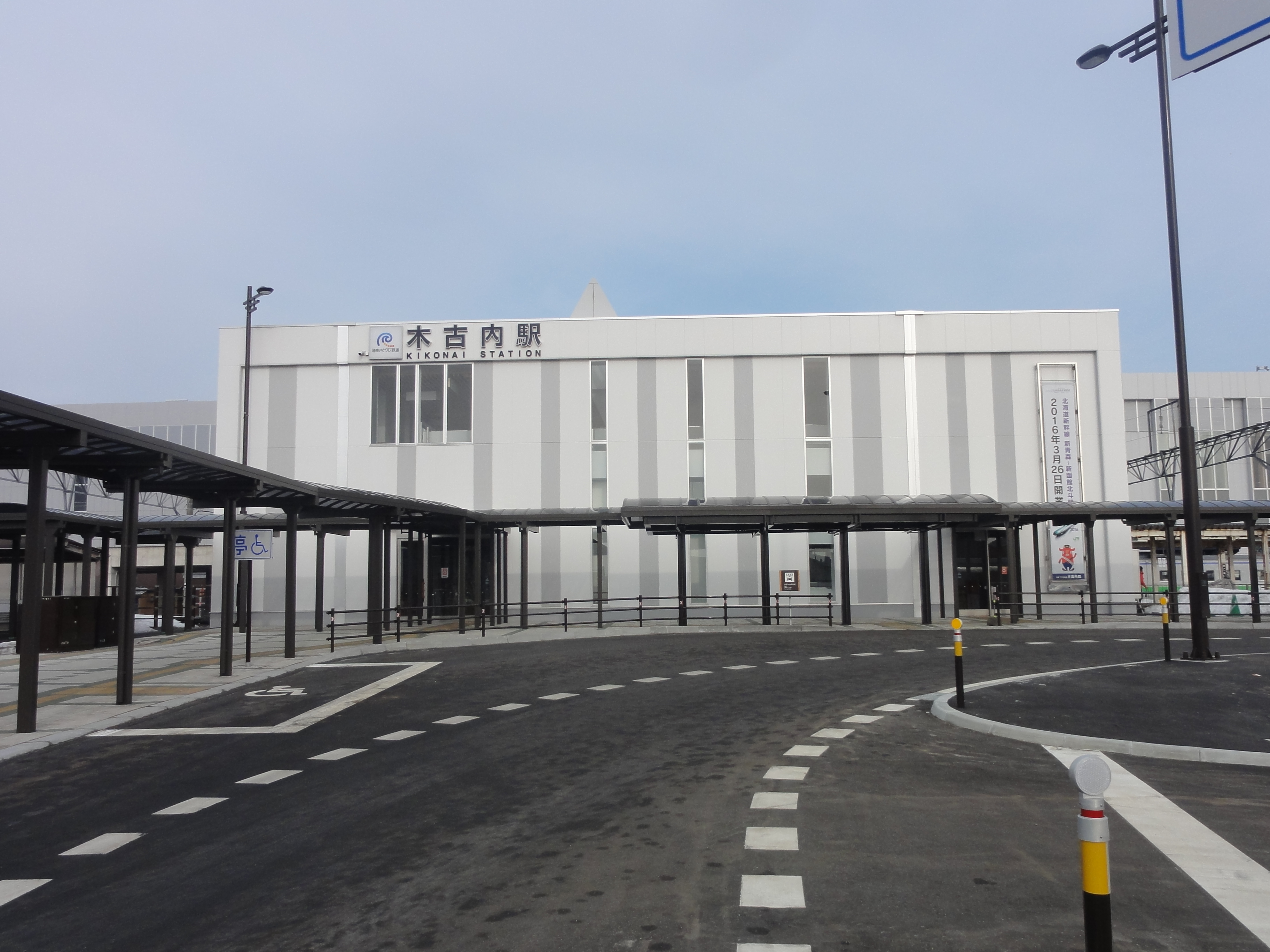
改由道南漁火鐵道管理的在來線車站站房（2016年3月）

## 其他
在2002年12月，由於津輕海峽線最低等級之列車「海峽」停駛，改為特急列車「白鳥、超級白鳥」。由本站至蟹田之間就沒有普通列車與自由席的班次。配合這狀況，JR北海道特別制訂了免特急票價的特例區間規則，相同的例子還可在石勝線新夕張至新得間路段見到。
不過，隨新幹線通車後，「減免特急料金」的特例也隨之取消，取而代之的是推出特殊的「青春18車票北海道新幹線附加劵」，以2300日圓的優惠價格（2016年度），可以單向乘坐連接奧津輕今別站～木古內的北海道新幹線，以及木古內～五稜郭的道南漁火鐵道線。亦考慮到行走北海道新幹線的「隼號列車」為全車指定席，附加劵也容許持票乘客可以在車上選擇未被佔用的座位就坐。

## 相鄰車站
海峽線已沒有定期旅客列車運行。然而至舊江差線的經營分離為止只限特急列車運行，江差線的五稜郭－此站的中間站除待避的運行停車外全數不停靠。
北海道旅客鐵道（JR北海道）
北海道新幹線
奧津輕今別－（龍飛定點）－（吉岡定點）－（湯之里知內信號場）－木古內－新函館北斗
■海峽線 - 沒有定期旅客列車運行
中小國－（新中小國信號場）－奧津輕今別（只限待避設備）－（龍飛定點）－（吉岡定點）－（湯之里知內信號場）－木古內
- 奧津輕今別（舊：津輕今別站）與此站之間依次設有龍飛海底站（現：龍飛定點）、吉岡海底站（現：吉岡定點）、知內站（現：湯之里知內信號場）存在。
- 木古内站起往函館方向接續道南漁火鐵道線（舊：江差線）。

道南漁火鐵道
■道南漁火鐵道線
札苅（sh02）－木古內（sh01）

### 曾經存在的路線
北海道旅客鐵道（JR北海道）
江差線
木古內－渡島鶴岡
松前線
木古內－森越

## 備註
1. ↑  北海道庁.  (PDF). 北海道庁.   [2017-08-16]. （原始内容 (PDF)存档于2018-05-04）.
2. ↑  . 鉄道ピクトリアル (鉄道図書刊行会). 2008年2月, 58 (2): 23–111. ISSN 0040-4047.

## 外部連結
- JR北海道木古內站公式網頁。 （页面存档备份，存于）（日語）
- 道南漁火鐵道木古內站公式網頁。 （页面存档备份，存于）（日語）
- . 北海道旅客鉄道.   [2018-03-17]. （原始内容存档于2020-08-15）.
- . 北海道旅客鉄道.   [2016-04-10]. （原始内容存档于2016年4月10日）.[]
  - . 北海道旅客鉄道.   [2016-03-04]. （原始内容存档于2016年3月4日）.[]
- . 道南いさりび鉄道.   [2018-06-17]. （原始内容存档于2021-10-30）.